# História Trágico-Marítima

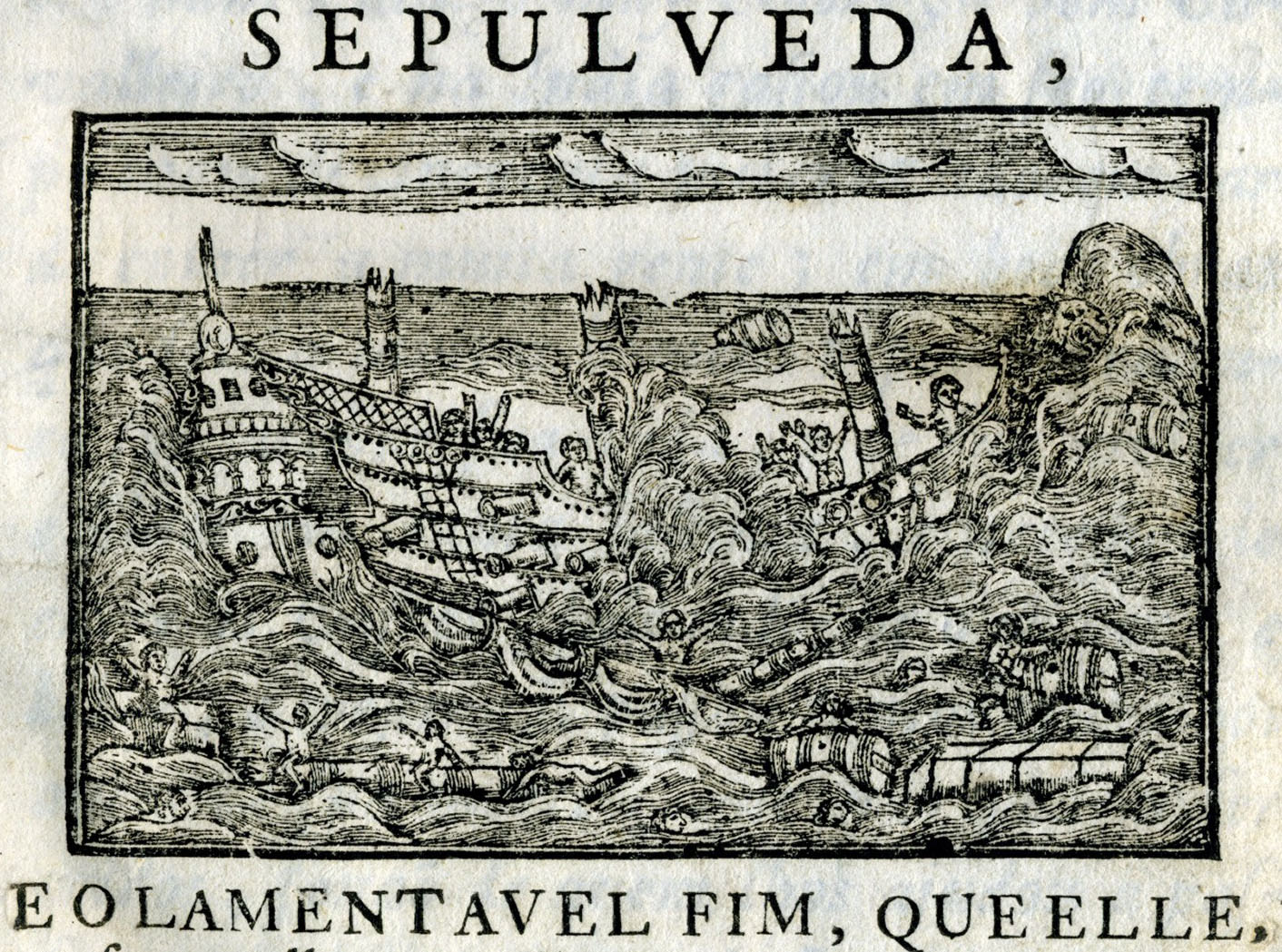
Naufrágio do "Galeão Grande S. João", uma ilustração da Historia Trágico-Marítima de 1735.

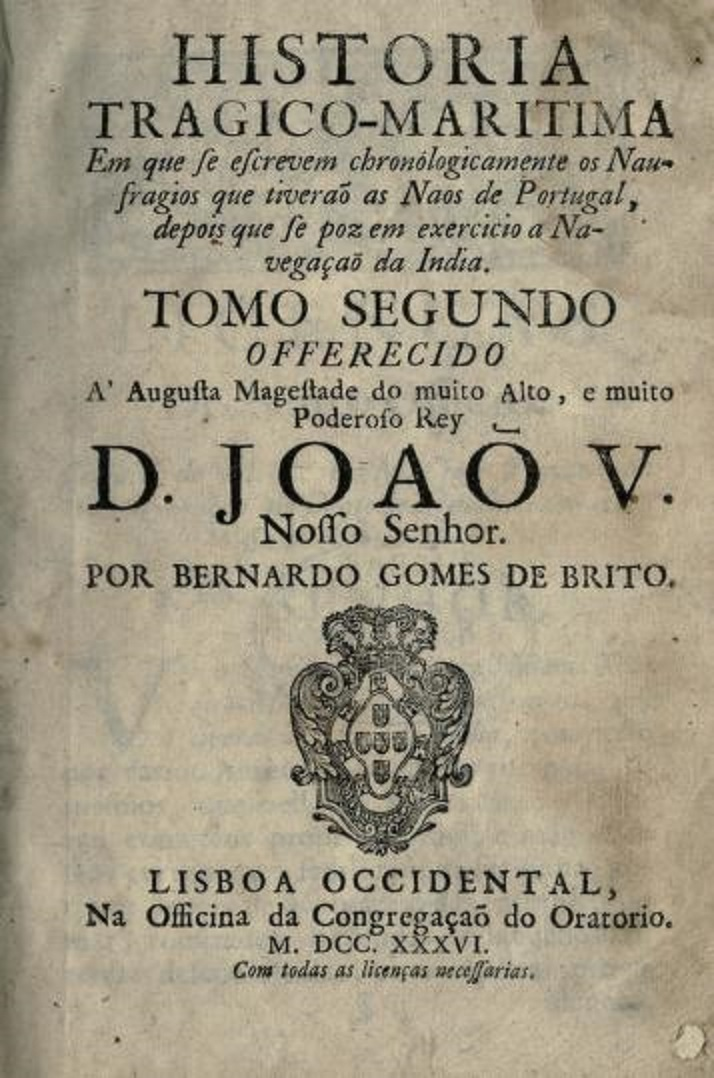
Frontispício do Tomo Segundo da Historia Trágico-Marítima. Lisboa, 1736.

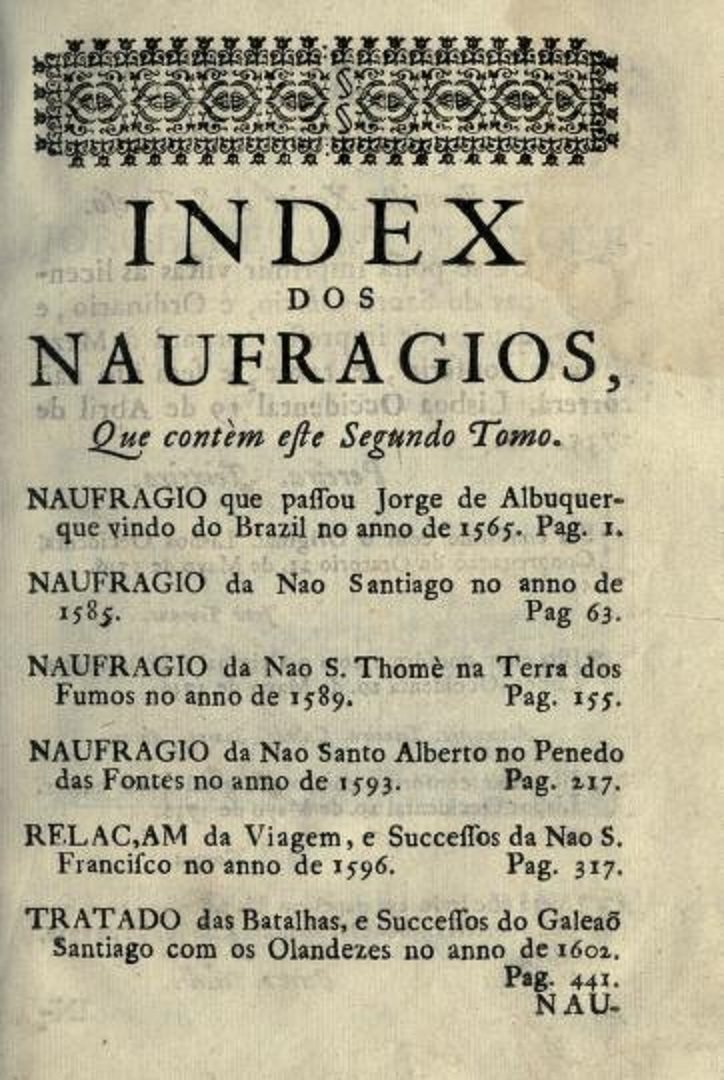
Índice do Tomo Il

A História Trágico-Marítima é uma "coleção de relações e notícias de naufrágios, e sucessos infelizes, acontecidos aos navegadores portugueses", reunidos por Bernardo Gomes de Brito, e publicados em dois tomos em 1735 e 1736.
A obra foi impressa em Lisboa, na Oficina da Congregação do Oratório, durante o reinado de D. João V, vigésimo-quarto rei de Portugal, a quem o autor oferece a obra no frontispício. 
Os dois tomos abrem com uma dedicatória ao rei D. João V, impressa em grandes caracteres itálicos, adornada com o escudo de armas reais portuguesas. Ao longo da obra podemos também ver elementos decorativos típicos ao estilo da época ― capitais, cabeções e vinheta ornamentais.
- O Tomo I, no formato Quarto (4.°), contém XVI+480 páginas.
- O Tomo II, no mesmo formato, contém XVI+538 páginas.

A obra contém ao todo doze capítulos ou relatos, seis em cada tomo.
Cópias da obra encontram-se em várias bibliotecas portuguesas e estrangeiras, entre elas na Biblioteca Nacional de Portugal.

## Tomo I

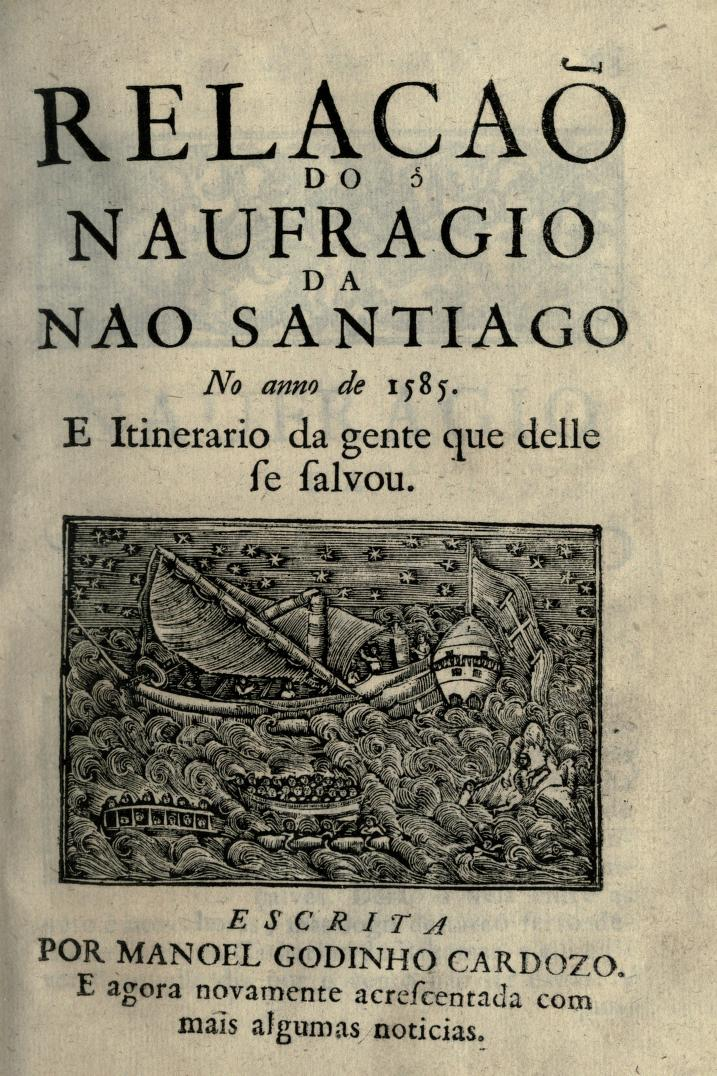
Naufrágio da nau Santiago. Tomo II.

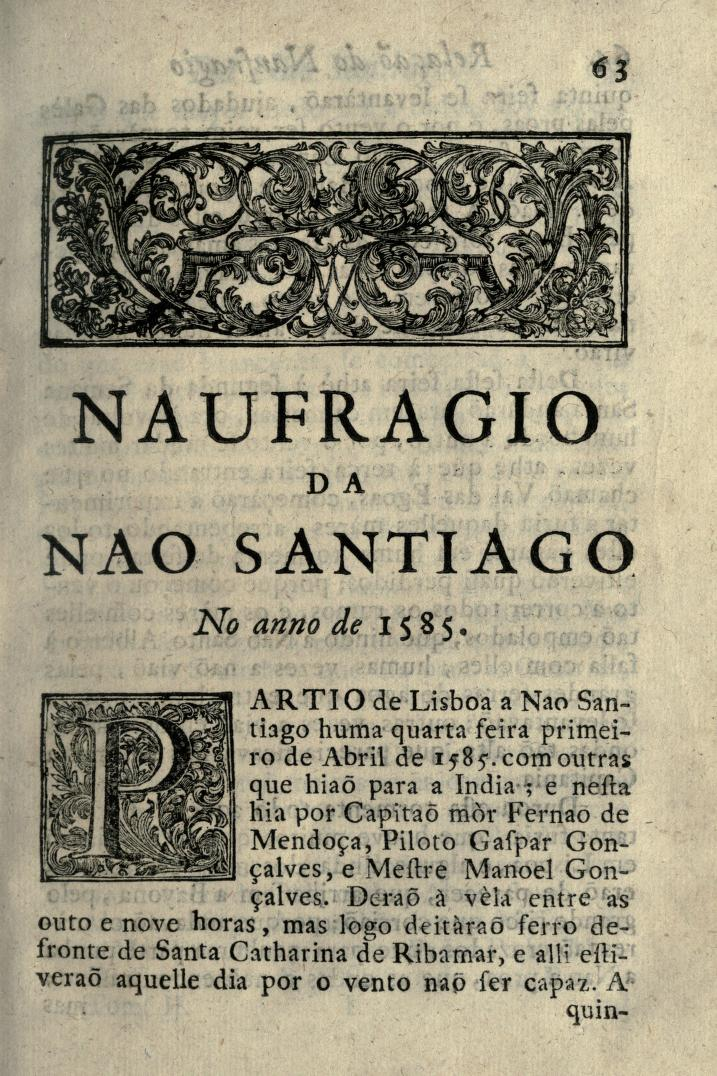
Naufrágio da nau Santiago. Tomo II.

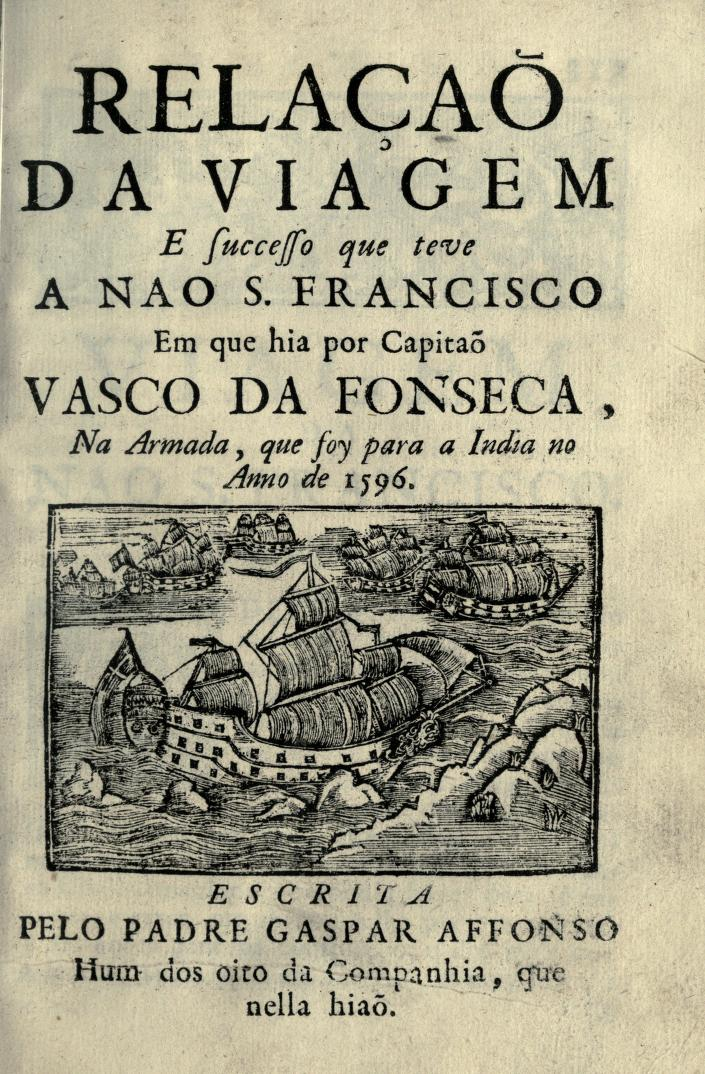
Viagem da nau S. Francisco. Tomo II.

"O Tomo I comprehende as relações seguintes:"

### Relação da muito notável perda do Galeão Grande S. João
em que se contam os grandes trabalhos e lastimosas coisas que acontecerão ao Capitão Manuel de Sousa Sepúlveda, e o lamentável fim, que ele e sua mulher, e filhos, e toda a mais gente houve na Terra do Natal, onde se perderão a 24 de Junho de 1552.
"Supõe-se reimpressão da que saiu pela primeira vez em 1554".
Logo no início da obra encontramos o sem dúvida mais conhecido do todos os relatos da História Trágico-Marítima, que aqui merece ser resumido:
Manuel de Sousa Sepúlveda passara à Índia em 1534, para não ter que casar com uma senhora que seduzira, e cujos irmãos o perseguiam. No Oriente fora capitão às ordens de Martim Afonso de Sousa. Estivera presente na conquista de Diu em 1536, na armada do governador D. Estêvão da Gama ao Mar Vermelho em 1540, etc. Em 1544 fora nomeado capitão de Diu.
A 3 de Fevereiro de 1552, com a mulher e os filhos, largou de Cochim, na Índia, rumo a Lisboa, como capitão do galeão grande São João. O galeão vinha carregado com 7500 quintais de pimenta, e transportava mais de quinhentas pessoas. A 13 de Abril, à vista do Cabo da Boa Esperança, a nave foi acometida por fortes tempestades, acabando por naufragar a 8 de Junho, nas costas do Natal. Os cerca de 380 sobreviventes iniciaram, um mês mais tarde, uma longa marcha rumo a Moçambique. A fome, as doenças, os ataques dos Cafres e dos animais selvagens foram lentamente diminuindo o seu número. Quando atravessaram o rio de Lourenço Marques, nos fins de Dezembro, os sobreviventes eram apenas cerca de 120; e um filho de 10 anos de Manuel de Sousa Sepúlveda tinha já morrido. Nesta região foram os sobreviventes portugueses maltratados pelos Cafres, vindo a mulher do capitão e os seus filhos pequenos a morrer em Janeiro de 1553, em circunstâncias dramáticas. Manuel de Sousa Sepúlveda, depois de os enterrar, internou-se no mato para nunca mais ser visto.
O relato deste infortúnio foi redigido por um autor desconhecido, talvez baseado em informações de Álvaro Fernandes, guardião do galeão, e foi impresso pela primeira vez logo cerca de 1554. Camões, no Canto V de Os Lusíadas, faz o Adamastor profetizar a tragédia:

"Outro também virá de honrada fama,

Liberal, cavaleiro, enamorado,

E consigo trará a formosa dama

Que Amor por grã mercê lhe terá dado.

Triste ventura e negro fado os chama

Neste terreno meu, que duro e irado

Os deixará dum cru naufrágio vivos

Para verem trabalhos excessivos.
Verão morrer com fome os filhos caros,

Em tanto amor gerados e nascidos;

Verão os Cafres ásperos e avaros

Tirar à linda dama seus vestidos…"

Também o poeta Jerónimo Corte-Real escreveu um poema épico sobre este famoso episódio, intitulado Naufrágio e lastimoso sucesso de Manuel de Sousa Sepúlveda e Dona Leonor de Sá, sua mulher e filhos, impresso postumamente em 1594.

### Relação sumária da viagem que fez Fernão D'Alvares Cabral
desde que partio deste Reyno por Capitão mor da Armada que foy no anno de 1553. às partes da India até que se perdeu no Cabo de Boa Esperança no anno de 1554. Escrita por Manoel de Mesquita Perestrello que se achou no dito Naufrágio.
"É reimpressão da que sahira em 1564".

### Relação do Naufrágio da nau Conceição
de que era capitão Francisco Nobre, à qual se perdeu nos baixos de Pero dos Banhos aos 22. dias do mês de Agosto de 1555. Escrita por Manoel Rangel, o qual se achou no dito Naufrágio : e foi depois ter a Cochim em Janeiro de 1557.
"Impressa pela primeira vez".

### Relação da viagem, e sucesso que tiveram as naus Águia, e Garça
vindo da Índia para este Reino no Ano de 1559 com uma discrição da cidade de Columbo, pelo Padre Manoel Barradas da Companhia de Jesus, enviada a outro Padre da mesma Companhia morador em Lisboa.
"Inédita até então".

### Relação do Naufrágio da nau Santa Maria da Barca
de que era capitão D. Luis Fernandes de Vasconcellos. A qual se perdeu vindo da India para Portugal no ano de 1559.
"Também ainda não impressa".

### Relação da viagem, e Naufrágio da nau S. Paulo
que foi para a Índia no ano de 1560. De que era capitão Ruy de Mello da Camera, Mestre João Luis, e Piloto Antonio Dias. Escrita por Henrique Dias, criado do S. D. Antonio Prior do Crato. Seguida da Descrição do sitio, e maneira da Ilha da Samatra desta banda de fóra, donde nos perdemos ; e assim também a figura, e maneira do Boqueirão de Sunda por onde entramos.
"Também nunca impressa".

## Tomo II

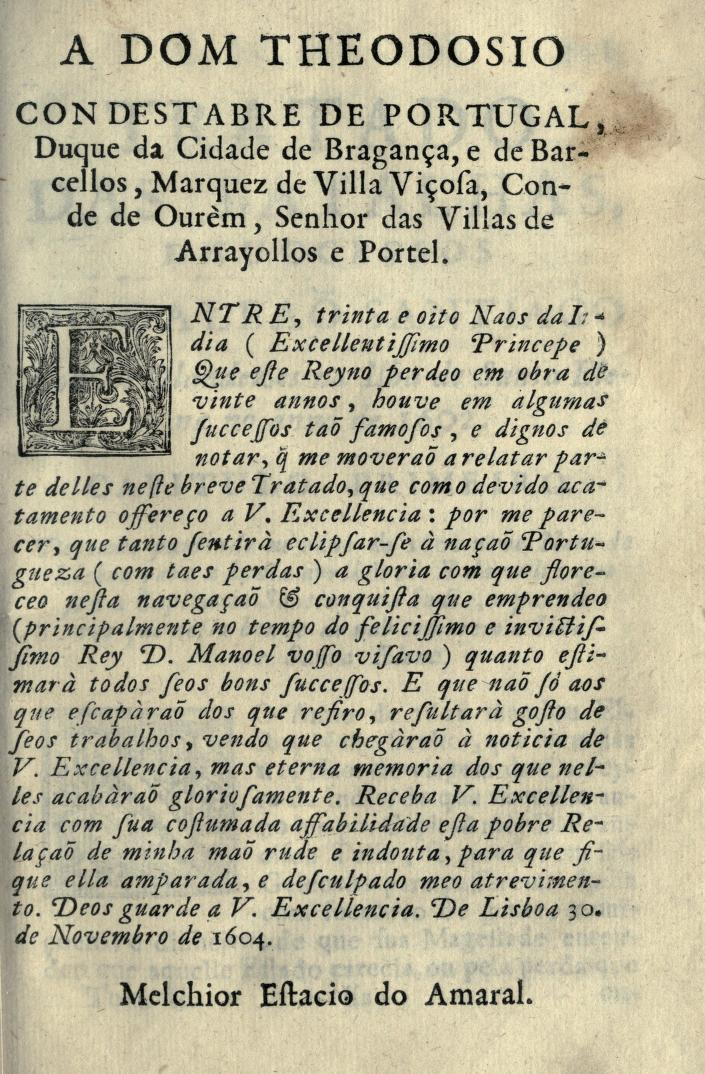
Dedicação a D. Teodósio II, duque de Bragança. Tomo II.

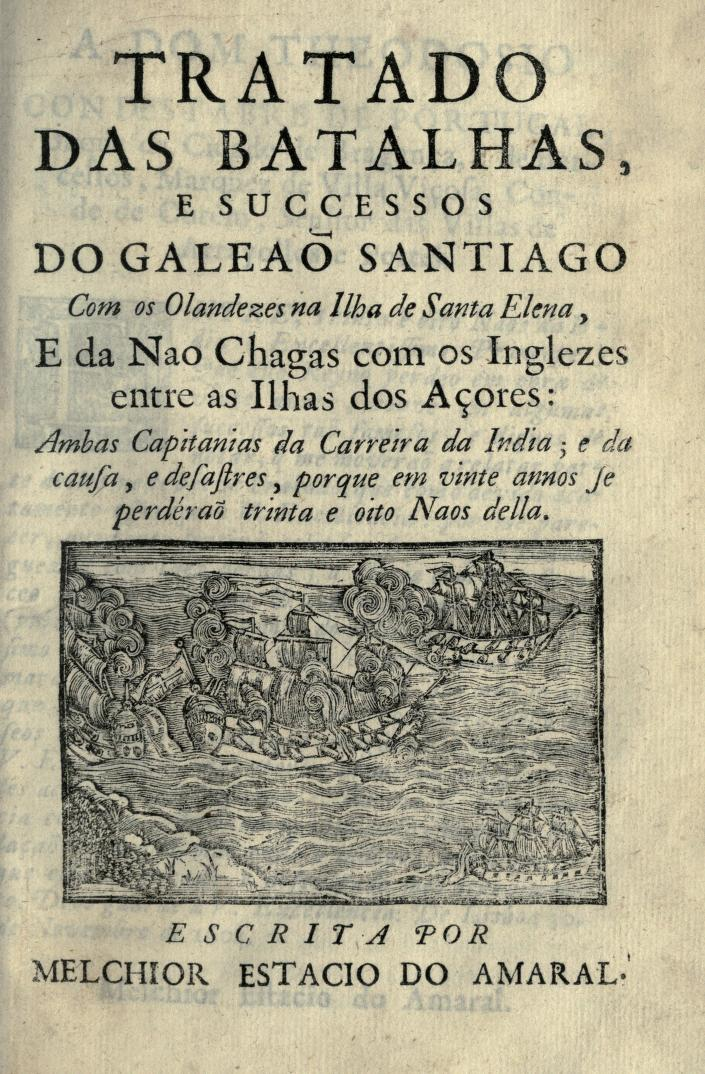
Tratado das batalhas. Tomo II.

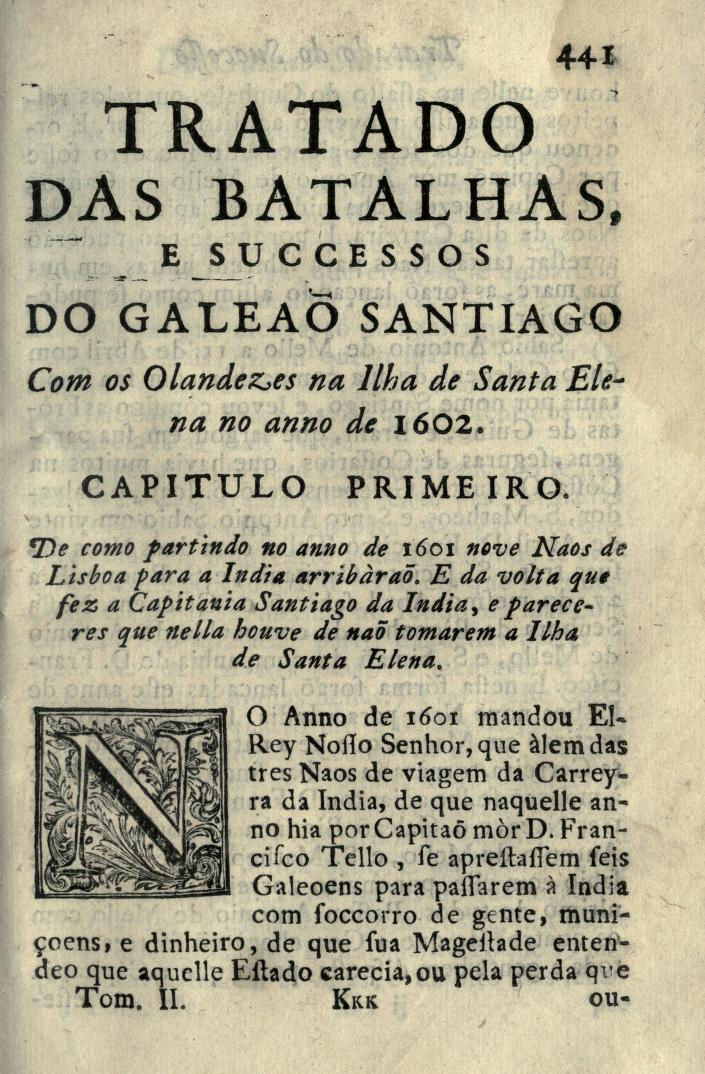
Tratado das batalhas. Tomo II.

No tomo II se incluem:

### Naufrágio que passou Jorge de Albuquerque Coelho
Vindo do Brazil para este Reino no anno de 1565. escrito Por Bento Teixeira Pinto Que se achou no dito Naufragio.
"Reimpressão da que sahira em 1601".

### Relação do Naufrágio da nau Santiago
No ano de 1585. E Itinerário da gente que dele se salvou. Escrita por Manoel Godinho Cardozo. E agora novamente acrescentada com mais algumas noticias.
"já fora impressa em 1602."
Este naufrágio deu-se nas Bassas da Índia, no Canal de Moçambique.

### Relação do Naufrágio da Nau S.Thomé
na terra dos Fumos, no ano de 1589. E dos grandes trabalhos que passou D. Paulo de Lima Nas terras da Cafraria athé sua morte. Escrita por Diogo do Couto Guarda mor da Torre do Tombo. A rogo da Senhora D. Anna de Lima irmã do dito D. Paulo de Lima no Ano de 1611.
"Extraída da Vida de Paulo de Lima, então inédita, mas impressa depois em 1765."
A Terra dos Fumos era o nome dado à costa a seguir ao Natal. As terras da Cafraria aqui aludidas eram a costa oriental da África ao norte do Natal, no moderno Moçambique:

"Com a terra do Natal, péga a outra chamada dos Fumos […] Com a terra do Natal acaba o dominio dos Ancosses, e na dos Fumos principia o dos Reis, ou Regulos, em todas as terras que descorrem no mesmo rumo de Les-nordeste. […] Continuando este rumo seguem-se terras de muito arvoredo, muita agua […] São estas terras das mais ferteis, e abundantes de toda a Cafraria."

### Relação do Naufrágio da nau S. Alberto
no Penedo das Fontes no ano de 1593. E Itinerário da gente, que dele se salvou, até chegarem a Moçambique. Escrita por João Batista Lavanha Cosmografo mor de sua Majestade No ano de 1597.
"Tinha sido impressa em 1597".
O Penedo das Fontes é o actual Kwaaihoek, na provincia do Cabo Oriental da África do Sul. João Baptista Lavanha, o autor deste relato, foi um dos principais tratadistas da época quanto a arquitectura naval e navegação.

### Relação da Viagem E sucesso que teve a nau S. Francisco,
Em que ia por capitão Vasco da Fonseca, Na Armada, que foi para a India no ano de 1596. Escrita pelo Padre Gaspar Afonso Hum dos oito da Companhia, que nela ião.
"Nunca impressa até então".

### Tratado das batalhas e sucessos do Galeão Santiago
com os holandeses na ilha de Santa Elena, e da Nau Chagas com os Ingleses entre as ilhas dos Açores : Ambas Capitanias da Carreira da India; e da causa, e desastres, porque em vinte anos se perdérão trinta e oito Naus dela. Escrita por  Melchior Estacio do Amaral.
"Já impressa em 1602."
O último capítulo da obra relata dois episódios distintos: os combates da nau Chagas em 22-23 de Junho de 1594, ao largo da ilha do Faial, e o do galeão Santiago no Atlântico Sul, em 14-16 de Março de 1602.
A nau tinha largado de Moçambique rumo a Lisboa em companhia de cinco outras naus da Carreira da Índia, a saber: São Filipe (capitânia); São Francisco, São Bartolomeu, São Cristóvão, e São Pedro. De todas estas naves, a São Cristóvão viu-se forçada a arribar a Moçambique; a São Bartolomeu desapareceu sem´deixar rastro; e a São Pedro naufragou num porto do Brasil, onde fora fazer aguada. A Chagas por seu turno encontrou uma esquadra de cinco naves inglesas, sob o conde de Cumberland, nos Açores; foi afundada, devido a um incêndio a bordo e explosão do paiol de pólvora, após longo combate contra três dos corsários ingleses. Apenas dois fidalgos e onze marinheiros sobreviveram. Os ingleses perderam dois dos seus capitães, outros oitenta e cinco mortos, e cerca de centena e meia de feridos neste famoso combate naval.
Dezoito anos mais tarde, o galeão encontrava-se a caminho de Lisboa, desgarrado de outros dois galeões por ter largado de Goa antes destes. O seu capitão levava ordens de se dirigir a Santa Helena e lá esperar os outros dois galeões, e assim fez. No entanto, nesta época os holandeses tinham por costume esperar as naus portuguesas de torna-viagem ao largo da ilha, tal como os ingleses antes tinham feito na década de 1590 nos Açores. Assim, ao chegar a Santa Helena, o Santiago lá encontrou três naves holandesas. Travou um longo e duro combate com duas delas, mas foi tomado; durante as lutas morreram cerca de quarenta portugueses e dezoito holandeses. Os holandeses desembarcaram os portugueses na ilha de Fernão de Noronha, então desabitada, e alguns destes, após construir uma pequena embarcação, conseguiram alcançar a Paraíba, no Brasil. Avisado o governador de Pernambuco,  foram depois os restantes portugueses recolhidos por duas caravelas.
Ambos estes episódios, e perto de uma centena de outros combates da mesma época, encontram-se ainda descritos no Vol. IV da obra Batalhas e Combates da Marinha Portuguesa, do Capitão de mar e guerra e professor da Escola Naval Saturnino Monteiro. Este volume da obra abrange o periodo de 1580 a 1603, e explica todo o contexto da guerra naval dos portugueses contra os ingleses e holandeses na época.

## Comentários
Inocêncio Francisco da Silva diz que o autor Bernardo Gomes de Brito tinha reunido relações para ser publicadas em cinco volumes, "de que todavia só publicou os primeiros dois, ignorando-se o destino que tiveram os restantes, os quaes Barbosa affirma acharem-se no seu tempo promptos para a impressão."
Inocêncio Francisco da Silva ao seu artigo sobre Bernardo Gomes de Brito acrescenta ainda o seguinte:

"Alguns (poucos) exemplares d'estes dous volumes appareceram acompanhados de um, denominado terceiro, e com essa numeração e rotulo nas lombadas das capas, mas sem folha de rosto interna que assim o declare. É formado de varias Relações avulsas, e reimpressas tambem avulsamente, tendo cada uma sua numeração em separado. ― Este mesmo volume, quando contém onze Relações (entre ellas algumas, que andam incluidas nos dous tomos I e II da História trágico-marítima) é o que alguns chamam Collecção de Naufragios da qual todavia apparecem mui poucos exemplares."

Diz a propósito da obra o professor José da Fonseca.

"É cousa notável, que em homens, como são alguns dos que fizeram as ditas relações, alheios das letras, e pouco practicos  no exercicio d'escrever, se dê uma tal policia de linguagem, correcção de phrase, e energia de vozes como n'ellas se encontra!."

## Galeria

### História Trágico-Marítima, Tomo II,Biblioteca Nacional de Portugal,Lisboa

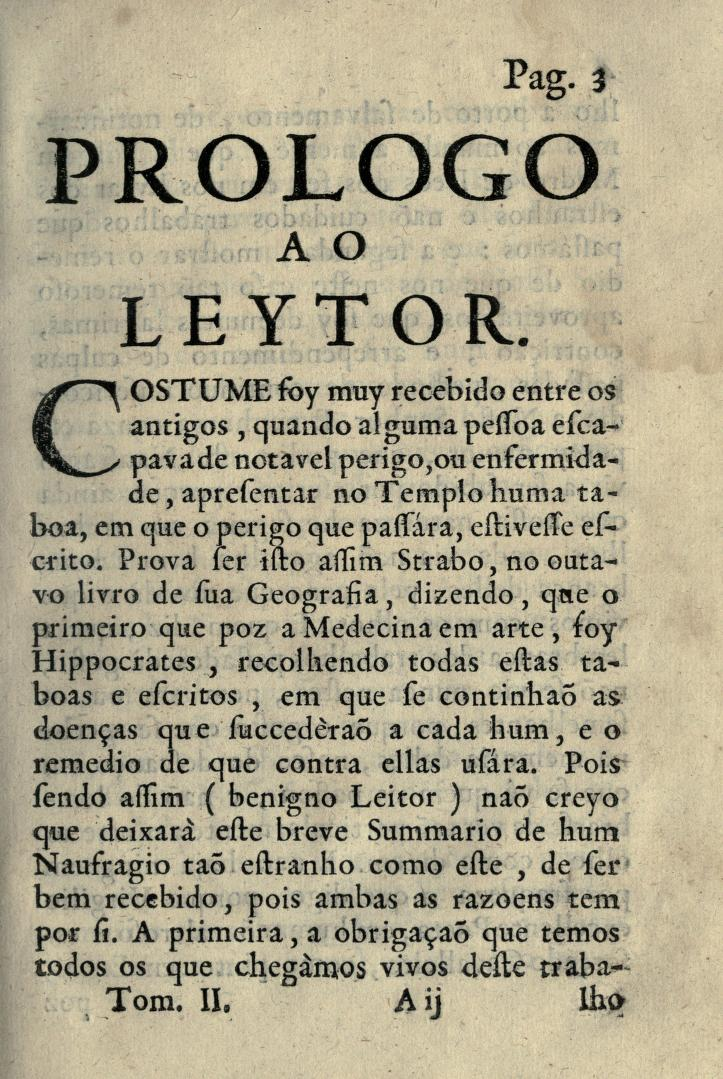
Prólogo
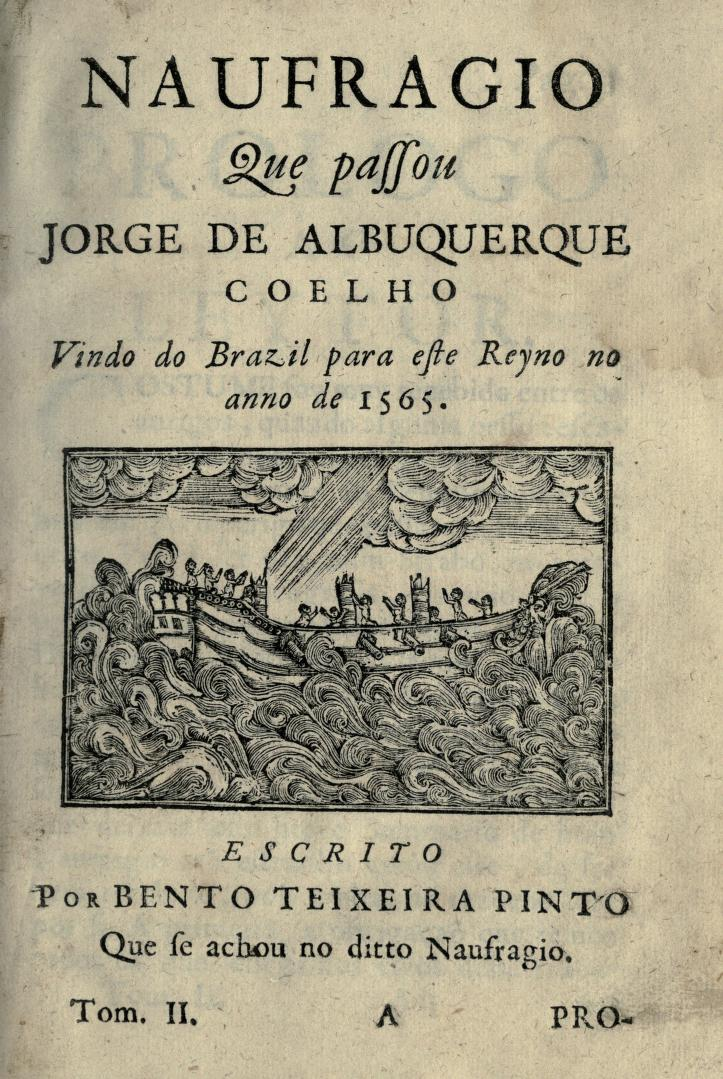
Naufrágio de Jorge de Albuquerque
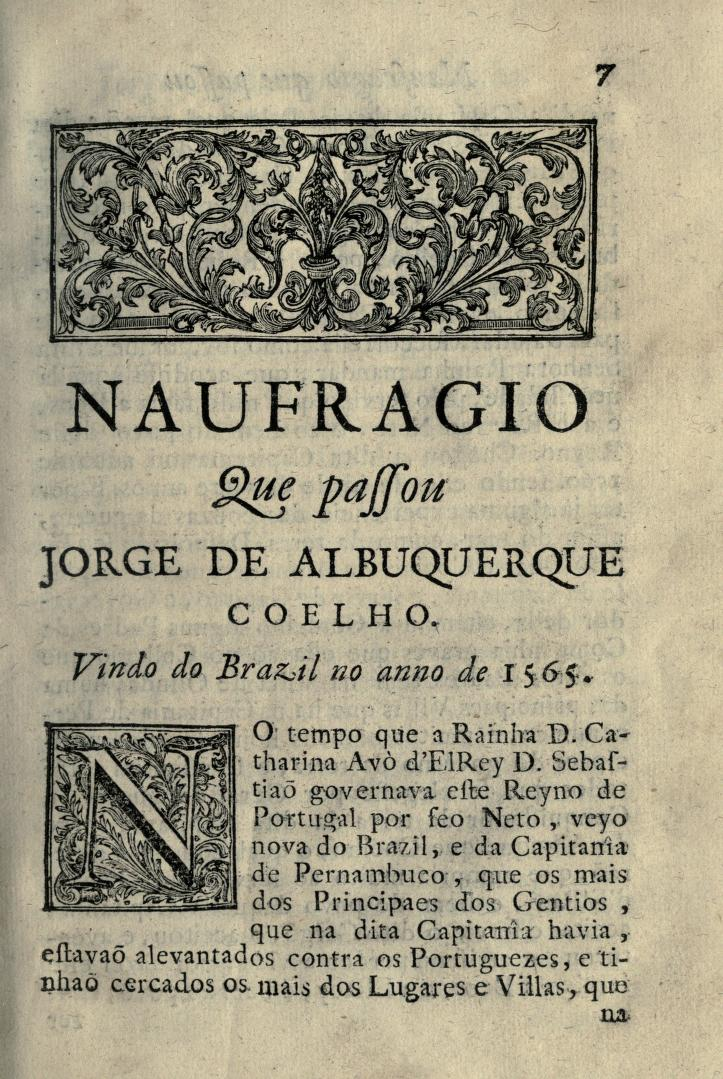
Naufrágio de Jorge de Albuquerque
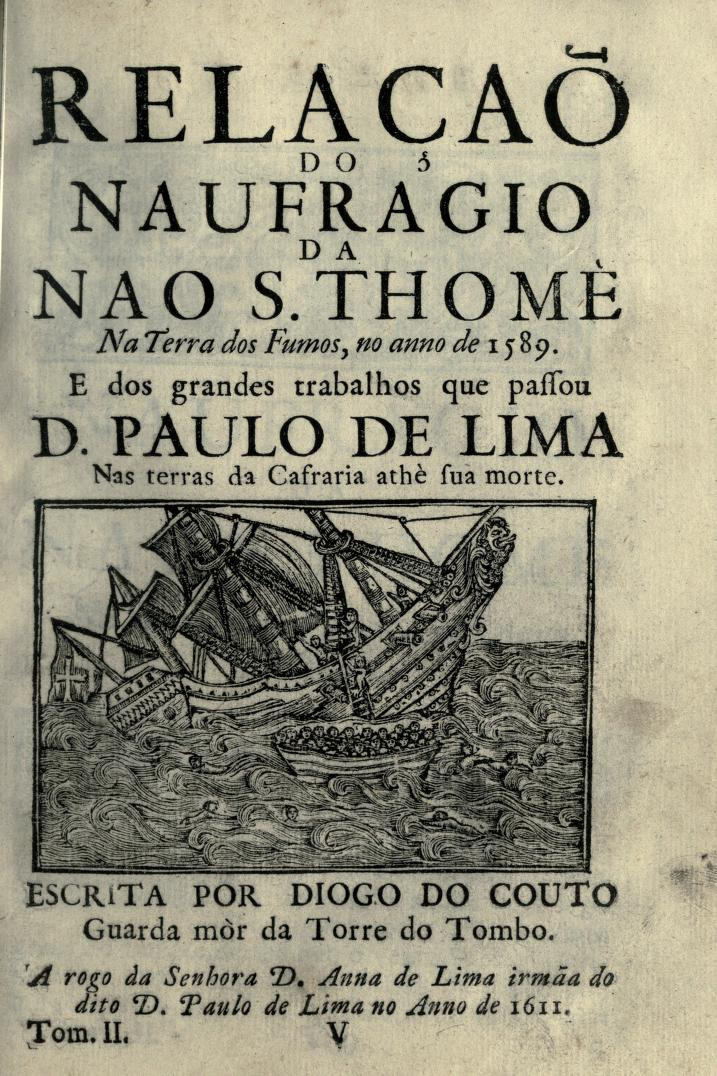
Naufrágio da nau S. Tomé
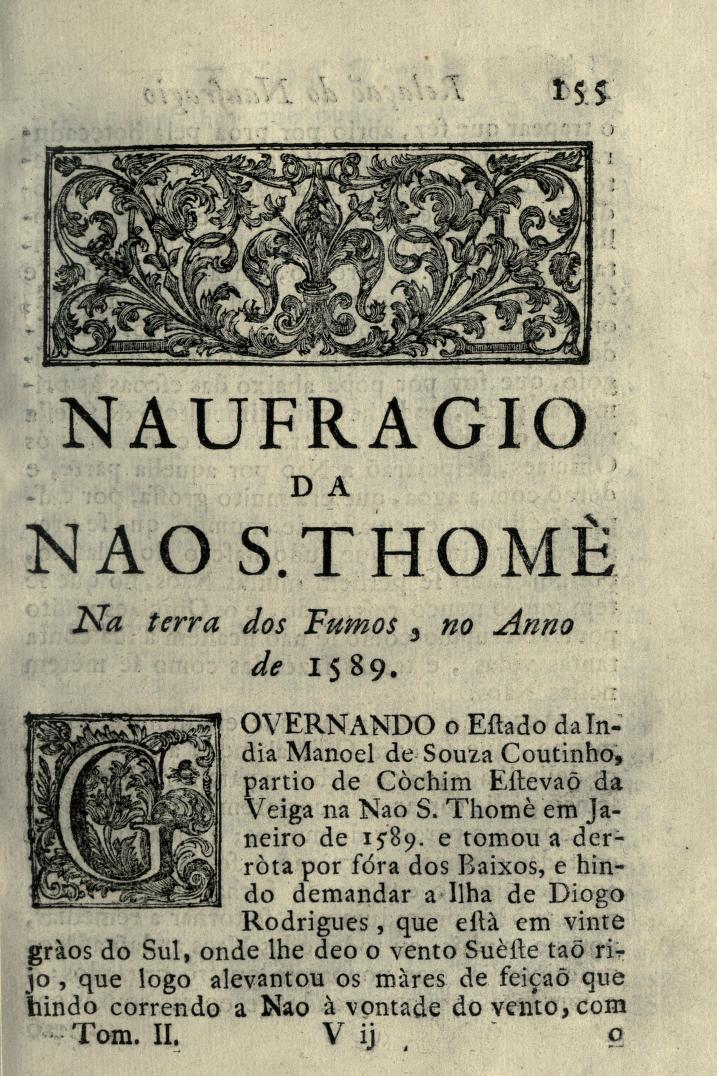
Naufrágio da nau S. Tomé
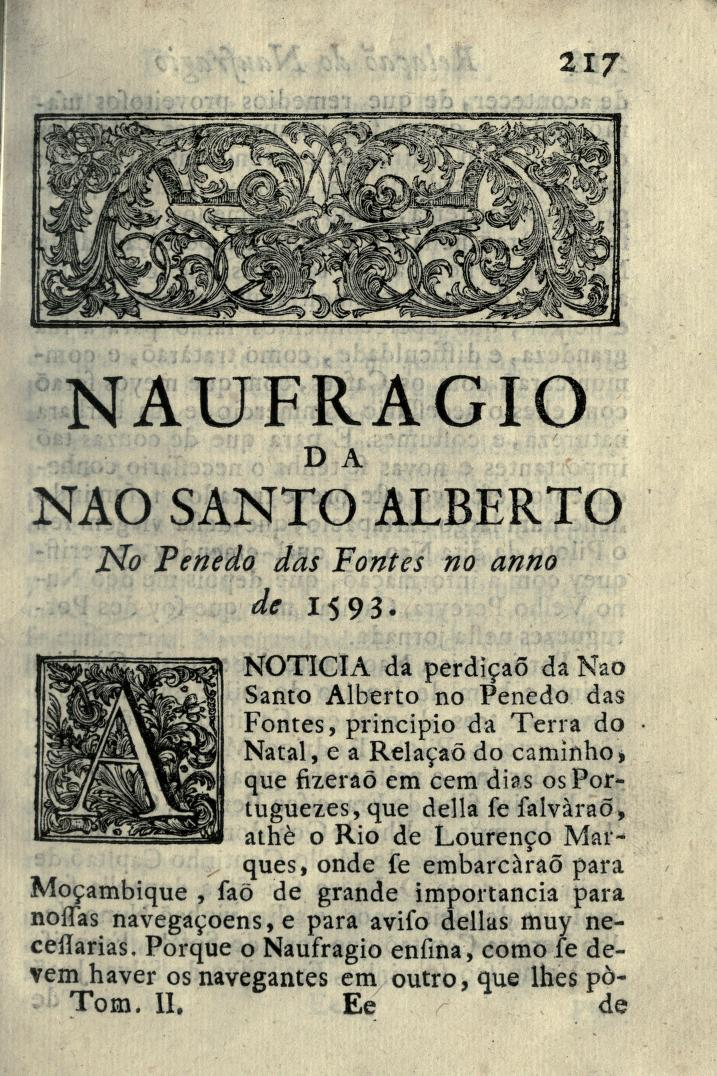
Naufrágio da nau Santo Alberto
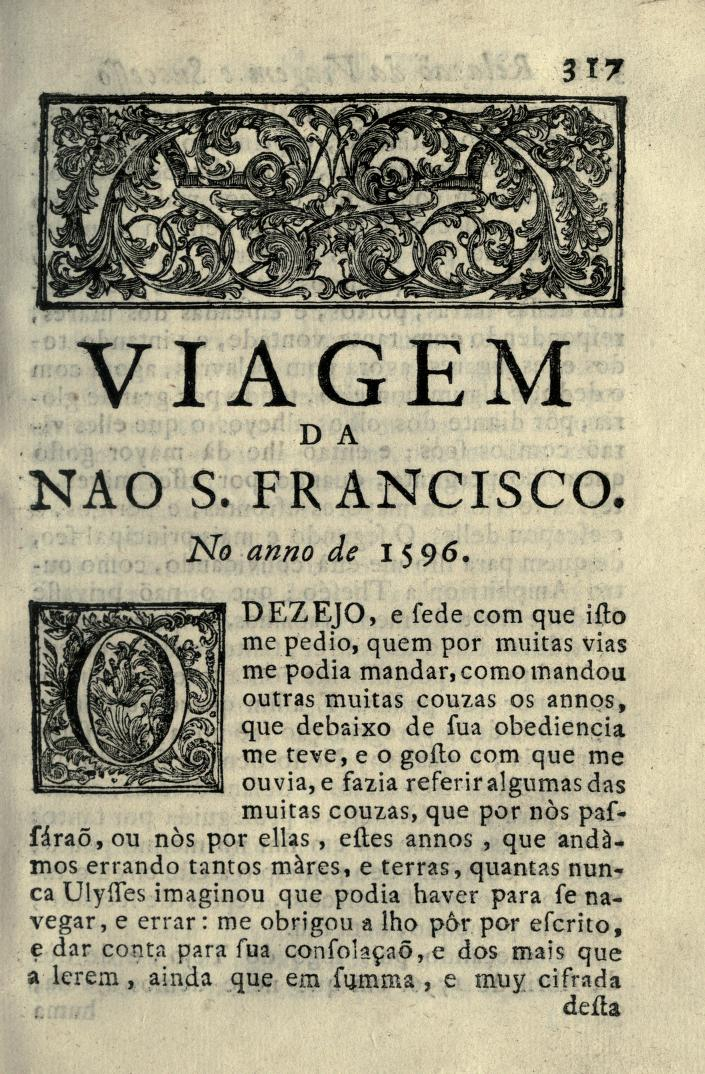
Viagem da nau S. Francisco